# 秋田県立湯沢翔北高等学校
秋田県立湯沢翔北高等学校（あきたけんりつ ゆざわしょうほくこうとうがっこう）は、秋田県湯沢市湯ノ原二丁目に所在する公立の高等学校。

## 設置学科
- 普通科
  - 文型コース
  - 理型コース
- 総合ビジネス科
  - 流通ビジネスコース
  - 情報ビジネスコース
- 工業技術科
  - 機械コース
  - 電気コース

## 沿革
- 2011年（平成23年）4月1日 - 秋田県立湯沢北高等学校と秋田県立湯沢商工高等学校が統合し、秋田県立湯沢翔北高等学校が開校。
- 2020年（令和2年）4月1日 - 秋田県立雄勝高等学校が湯沢翔北高校の地域校となる[1]。

## 部活動
- 運動部
  - 野球、剣道、スキー、ソフトテニス、ソフトボール、柔道、陸上競技、卓球、バスケットボール、バレーボール、水泳

- 文化部
  - 吹奏楽、演劇、合唱、美術、書道、写真、茶華道、英語、生活文化、商業クラブ、工業クラブ

## 交通
- JR奥羽本線湯沢駅より徒歩18分